# Kalapa
Según la mitología budista, Kalāpa (‘atado, manojo’) es la ciudad capital del reino de Shambhala.
Los textos que la mencionan no indican su ubicación geográfica. Se supone que se encontraría en algún lugar de Tíbet o de Cachemira.
Allí el mítico monarca Kulika reina sentado en un trono de leones.
Se dice que Kalapa era una hermosa ciudad, con jardines de sándalo que contenían un gran mandala tridimensional de kala chakra realizado por el rey Suchandra.
Este rey vino desde el norte de Cachemira y desarrolló la práctica del kalachakra, que aprendió del propio Buda (483-411 a. C.) en la ciudad de Dhania Kataka.

## Nombre sánscrito y etimología
- kalāpa, en el sistema AITS (alfabeto internacional para la transliteración del sánscrito).[4]
- कलाप, en escritura devanagari del sánscrito.[4]
- Pronunciación: [kalápa] en sánscrito[4]
- Etimología:[4]
  - kalā: pequeña parte de algo,
  - āp: raíz sánscrita

### Otras acepciones de la palabra «kalāpa»
- kalāpa: lo que mantiene juntas varias piezas individuales", un paquete, una banda (como en jaṭā-kalāpa, mukta-kalāpa o rasana-kalāpa); según el Majabhárata (texto epicorreligioso del siglo III a. C.) y el Kumara-sambhava
- kalāpa: un haz de flechas, un carcaj lleno de flechas, carcaj; según el Majabhárata y el Ramaiana.
- kalāpa: la cola de un pavo real; según el Pañcha-tantra.
- kalāpa: un adorno en general.
- kalāpa: una cuerda con campanitas (que las mujeres indias utilizan alrededor de la cintura); según lexicógrafos (tales como Amara Simja, Jalaiuda, Jema Chandra, etc.)
- kalāpa: una cuerda alrededor del cuello de un elefante; según lexicógrafos (tales como Amara Simja, Jalaiuda, Jema Chandra, etc.).
- kalāpa: totalidad, un cuerpo entero o una colección de una cantidad de cosas separadas (como en kriyā-kalāpa).
- Kalāpa: la Luna; según lexicógrafos (tales como Amara Simja, Jalaiuda, Jema Chandra, etc.).
- kalāpa: un hombre inteligente e inteligente; según lexicógrafos (tales como Amara Simja, Jalaiuda, Jema Chandra, etc.)
- kalāpa: un poema escrito en un solo metro; según el diccionario sánscrito-inglés del británico H. H. Wilson (1786-1860).
- Kalāpa: nombre de un texto sobre gramática sánscrita, también llamado Kātantra (se supone que fue revelado por el dios Kartikeia a Sharva Varman)
- Kalāpa o Kalapagram: nombre de un pueblo; según el Visnu-purana.